# Villaverde Peñahorada
Villaverde Peñahorada es una localidad situada en la provincia de Burgos, comarca de Alfoz de Burgos, comunidad autónoma de Castilla y León (España).  Su situación administrativa es la de Entidad Local Menor dependiente del ayuntamiento de Merindad de Río Ubierna. Su fiesta, en honor a Santiago Apóstol, es el 25 de julio.

## Datos generales
En 2006 contaba con 93 habitantes. Está situada 3,4 km al este de la capital del municipio, Sotopalacios, en la salida sur del desfiladero formado por el Río de la Hoz, afluente del río Ubierna.
Su término municipal limita al Norte con los de Ubierna y Peñahorada; al Sur con los de Quintanaortuño, Sotopalacios y Rioseras; al Este con el de Rioseras; y al Oeste con los de Quintanaortuño y Ubierna.

## Clima
Villaverde Peñahorada tiene un clima oceánico Cfb (templado sin estación seca) según la clasificación climática de Köppen.
| Parámetros climáticos promedio de Villaverde Peñahorada en el periodo 1968-1987 | Parámetros climáticos promedio de Villaverde Peñahorada en el periodo 1968-1987 | Parámetros climáticos promedio de Villaverde Peñahorada en el periodo 1968-1987 | Parámetros climáticos promedio de Villaverde Peñahorada en el periodo 1968-1987 | Parámetros climáticos promedio de Villaverde Peñahorada en el periodo 1968-1987 | Parámetros climáticos promedio de Villaverde Peñahorada en el periodo 1968-1987 | Parámetros climáticos promedio de Villaverde Peñahorada en el periodo 1968-1987 | Parámetros climáticos promedio de Villaverde Peñahorada en el periodo 1968-1987 | Parámetros climáticos promedio de Villaverde Peñahorada en el periodo 1968-1987 | Parámetros climáticos promedio de Villaverde Peñahorada en el periodo 1968-1987 | Parámetros climáticos promedio de Villaverde Peñahorada en el periodo 1968-1987 | Parámetros climáticos promedio de Villaverde Peñahorada en el periodo 1968-1987 | Parámetros climáticos promedio de Villaverde Peñahorada en el periodo 1968-1987 | Parámetros climáticos promedio de Villaverde Peñahorada en el periodo 1968-1987 |
| Mes | Ene.                                                                            | Feb.                                                                            | Mar.                                                                            | Abr.                                                                            | May.                                                                            | Jun.                                                                            | Jul.                                                                            | Ago.                                                                            | Sep.                                                                            | Oct.                                                                            | Nov.                                                                            | Dic.                                                                            | Anual                                                                           |
| --- | ------------------------------------------------------------------------------- | ------------------------------------------------------------------------------- | ------------------------------------------------------------------------------- | ------------------------------------------------------------------------------- | ------------------------------------------------------------------------------- | ------------------------------------------------------------------------------- | ------------------------------------------------------------------------------- | ------------------------------------------------------------------------------- | ------------------------------------------------------------------------------- | ------------------------------------------------------------------------------- | ------------------------------------------------------------------------------- | ------------------------------------------------------------------------------- | ------------------------------------------------------------------------------- |
| Temp. media (°C) | 1.7                                                                             | 2.9                                                                             | 5.1                                                                             | 7.2                                                                             | 11.1                                                                            | 15.2                                                                            | 18.6                                                                            | 18.1                                                                            | 15.2                                                                            | 10.3                                                                            | 5.1                                                                             | 2.2                                                                             | 9.4                                                                             |
| Precipitación total (mm) | 59.7                                                                            | 50.2                                                                            | 38.7                                                                            | 63.3                                                                            | 65.9                                                                            | 50.9                                                                            | 31.8                                                                            | 30.8                                                                            | 35.6                                                                            | 46.9                                                                            | 55.0                                                                            | 58.3                                                                            | 587.0                                                                           |
| Fuente: Ministerio de Agricultura, Alimentación y Medio Ambiente. Datos de precipitación para el periodo 1968-1985 y de temperatura para el periodo 1969-1987 en Villamayor de los Montes 7 de noviembre de 2012 |                                                                                 |                                                                                 |                                                                                 |                                                                                 |                                                                                 |                                                                                 |                                                                                 |                                                                                 |                                                                                 |                                                                                 |                                                                                 |                                                                                 |                                                                                 |

## Comunicaciones
- Carretera: En el kilómetro 14, de la carretera autonómica  CL-629  de Sotopalacios  N-623  a El Berrón  BI-636  pasando por Villarcayo y también por el puerto de La Mazorra.
- Ferrocarril: Hasta su cierre en 1985 el municipio contaba con una estación de ferrocarril, de la línea Santander-Mediterráneo.

## Historia
La localidad formaba parte de la  Jurisdicción de Río Ubierna  en el Partido de Burgos, uno de los catorce que formaban la Intendencia de Burgos, durante el periodo comprendido entre 1785 y 1833.  En el Censo de Floridablanca de 1787 figuraba como jurisdicción de realengo con alcalde pedáneo.
En el censo de la matrícula catastral el municipio denominado por aquel entonces Villaverde Peñaorada —perteneciente a  Castilla la Vieja y al Partido de Burgos—  contaba con 56 hogares y  115 vecinos. Entre el censo de 1981 y el anterior, este municipio desapareció al agruparse en el municipio con código de INE 09906 (Merindad de Río Ubierna).  Contaba en ese momento su término con una extensión superficial de 1424 hectáreas, albergando 40 hogares y 138 vecinos. Fue en el censo de 1910 cuando alcanzó su máxima población, con 369 habitantes.

## Demografía
| Gráfica de evolución demográfica de Villaverde Peñahorada entre 1842 y 1970 |
| |
| Población de derecho según los censos de población del INE. Población de hecho según los censos de población del INE.En estos censos se denominaba Villaverde Peñaorada: 1842, 1857, 1860, 1877 y 1887. Entre el censo de 1981 y el anterior, este municipio desaparece porque se agrupa en el municipio Merindad de Río Ubierna. |

## Parroquia
Iglesia de Santiago Apóstol, perteneciente a la parroquia de Quintanilla Vivar en el arciprestazgo de Ubierna Úrbel.

## Cantera La Polar
Explotación de recursos de la Sección C) calizas denominada La Polar . Se prevé una producción de 200.000 metros cúbicos anuales, y un período de explotación de 30 años. Las reservas calculadas sobrepasan los 12 millones de metros cúbicos. Las instalaciones son visibles desde la carretera comarcal C-629. 
Se va a proceder a la ampliación de la actual cantera, que viene explotándose desde el año 1968. El arranque se efectuará mediante voladuras, formándose tres bancos de unos 25 metros de altura, con bermas intermedias de 20 metros. El material extraído será sometido a trituración y clasificación previa a su comercialización. 
Inicialmente estas operaciones se efectuarán en la planta de tratamiento existente a pie de cantera, si bien a corto plazo se sustituirá por una nueva, también ubicada en la plaza de la explotación, y que constará de los siguientes elementos:
- Tolva de recepción de material.
- Machacadora primaria.
- Criba de dos bandejas para clasificación primaria.
- Criba de tres bandejas para clasificación secundaria.
- Molino secundario.
- Criba vibrante.
- Cuatro cintas transportadoras.
- Canales de reparto del material.

También se instalará una planta móvil de trituración y cribado para los productos de menor granulometría.